# Stefan Żeromski
Stefan Żeromski (ejtsd: Sztefan Zseromszki [stefan ʒeromski]), (Strawczyn, 1864. október 14. – Varsó, 1925. november 21.) lengyel prózaíró, publicista, drámaíró. Ahogy a kortársak nevezték: „a lengyel irodalom lelkiismerete”. A Lengyel PEN Club alapítója és első elnöke, szabadkőműves. Maurycy Zych, Józef Katerla és Stefan Iksmoreż álnéven is publikált.

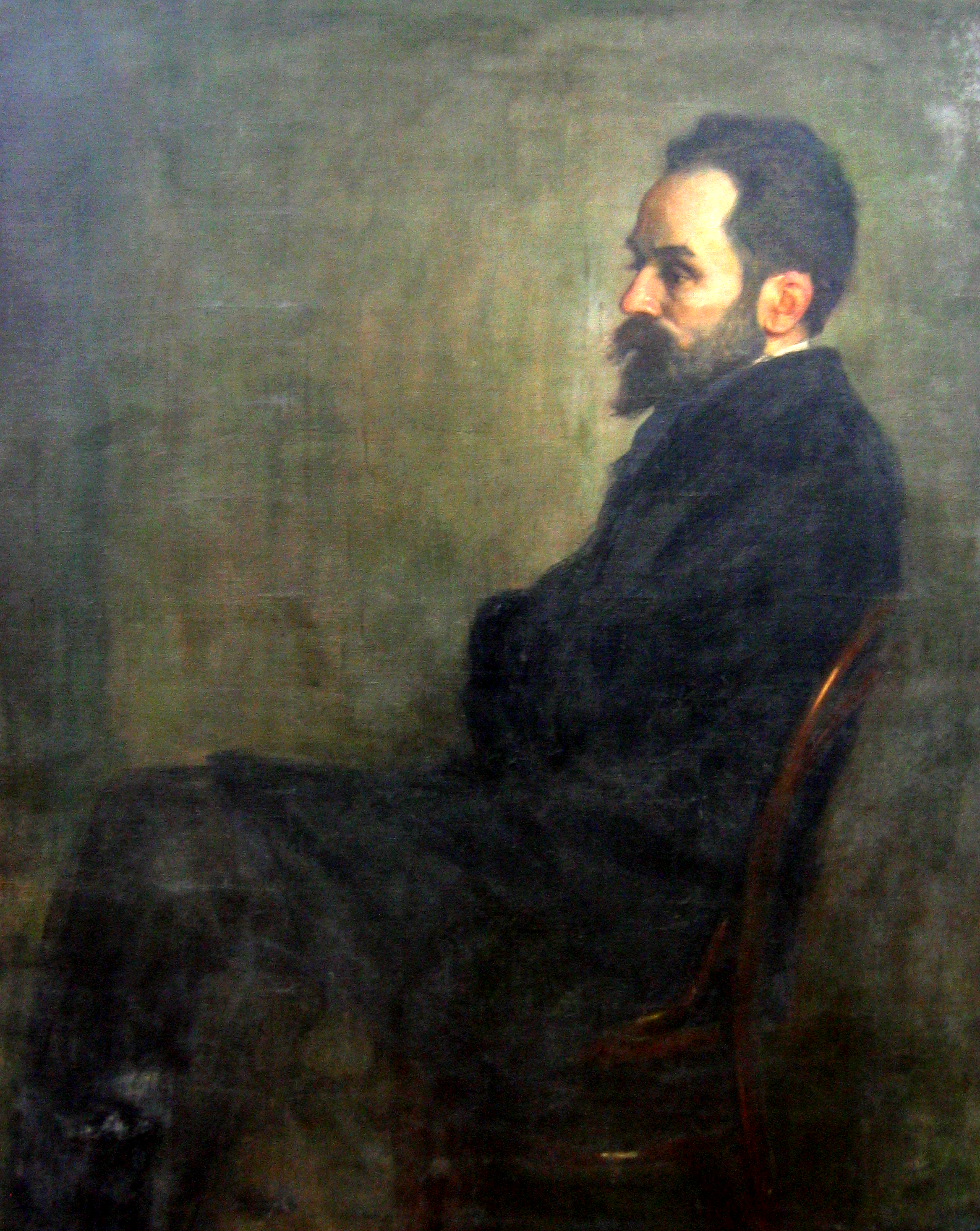
Eligiusz Niewiadomski:
Stefan Żeromski képmása, 1900

## Gyermek- és ifjúkora
Stefan Żeromski elszegényedett nemesi családban született az akkor orosz fennhatóság alatt álló Lengyelországban. Édesapja a Jelita nembéli Wincenty Żeromski, édesanyja Józefa Katerla.
A Szentkereszt hegységben, Ciekotyban nevelkedett. Apja a szabadságharcban küzdő lengyeleket támogatta, anyai unokatestvére, Gustaw Saski (1846–1863) a Czarnca melletti csatában esett el. Stefan Żeromskit közismerten úgy említi az utókor mint a januári felkelés utószülöttét. Az apa még a felkelést megelőzően elveszítette birtokait, és hogy eltartsa családját, haszonbérlő lett. Żeromski 1879-ben veszítette el édesanyját, apja 1883-ban halt meg.
1873-ban a tízéves Stefan egy évig Psaryban járt elemi iskolába. 1874-ben Kielcében, az Állami Fiúgimnáziumban kezdte meg tanulmányait. Ebből a korszakból származnak első irodalmi próbálkozásai – versek, színdarabok, fordítások az orosz irodalomból.
1882-ben debütált a „Tygodnik Mód i Powieści” 27. számában egy Lermontov verssel valamint a „Przyjaciel Dzieci” lapjain A földműves éneke (Piosenka rolnika) című verssel. Ekkoriban kezdte meg Naplójának (Dzienniki) írását, amit huszonhét esztendős koráig folytatott. Az anyagi gondok és a kezdődő tüdőbaj miatt a gimnáziumot 1886-ban érettségi nélkül fejezte be.
Még ugyanebben az esztendőben tanulmányokat kezdett az Állatorvosi Intézetben Varsóban (ehhez az iskolához nem volt követelmény az érettségi). Itt ismerkedett meg a szocialista mozgalommal, egyebek között részt vett a földalatti munkás és iparos művelődési akcióban. Varsóban megpróbált írásaiból megélni. Első elbeszélései a nyolcvanas évek végén jelentek meg a Głos és a Tygodnik Powszechny lapjain.

## Századforduló és forradalom
1889-ben anyagi okokból otthagyta tanulmányait és vidéken, földbirtokos családoknál vállalt házitanítói állást egyebek között Łysówban (Siedlce környékén), majd Nałęczówban, a „divatos üdülőhelyen”, amelynek rendszeres vendége volt többek között Bolesław Prus és Henryk Sienkiewicz is. Itt ismerte meg a fiatal özvegyet, Oktawia Radziwiłłowicz Rodkiewiczowát. 1892-ben rövid ideig megfordult Zürichben, Bécsben, Prágában és Krakkóban. Ez év őszén vette el Oktawiát. Feleségével és annak első házasságából származó lányával együtt költözött Svájcba, ahol helyettes könyvtárosi állást vállalt a Rapperswili Lengyel Nemzeti Múzeumban. Ott írta meg 1896-ban a Sziszifuszi munkák (Syzyfowe prace) című regényét.
1897-ben visszatért Lengyelországba és Varsóban, a Zamoyskiak Hitbizományi Könyvtárában dolgozott segédkönyvtárosként egészen 1904-ig. 1897-ben jelent meg a Sziszifuszi munkák, ami meghozta írójának a népszerűséget. Az 1895–98-as években jelentek meg Żeromski összegyűjtött novellái. Egészsége megőrzése végett évente Zakopanéba, 1902-ben Olaszországba utazott.
1899-ben született fia, Adam. Ugyanebben az évben jelent meg a Hontalanok (Ludzie bezdomni). 1904-ben látott napvilágot a Hamvak (Popioły). Ebben az eposzi áradású nagy regényben a Napóleon-kor Európájában harcoló légiók „mozgó Lengyelországáról” ír, a Kościuszko-felkelés utáni nemzet reményeiről és csalódásairól mutat be széles panorámát. A könyv kiadói sikere tette lehetővé a család számára, hogy majdnem egy évre Zakopanéba költözzenek. Żeromski csak 1904-től tudta teljesen az írásnak szentelni magát.
1905-től, amikor kitört a forradalom az orosz fennhatóság alatti Lengyel Királyságban, visszatért Nałęczówba, ahol a helyi értelmiség demokratikus és szocialista irányultságú tagjaival hazafias társadalmi munkába fogott. Kezdeményezője volt a Népfőiskola (Uniwersytet Ludowy) megalapításának, továbbképző tanfolyamokat szervezett az ipari iskolai tanulóknak, lakása menhely és földalatti iskola volt. Társalapítója volt a varsói Közkönyvtári Társaságnak. Több ízben utazott Olaszországba (Milánó, Firenze, Róma, Velence, Nápoly, Capri).
Ekkor írta Maurycy Zych álnéven az Erdei visszhangok (Echa leśne) című elbeszélést, amelyben a januári felkelésnek állított emléket. Az 1905-7-es forradalmi mozgalomnak szentelte néhány művét, egyebek között az Álom a tőrről (Sen o szpazie), a Csupasz kövezet (Nagi bruk) és a Nocturno (Nokturn) című novellákat, valamint a Józef Katerla álnéven Krakkóban kiadott A rózsa (Róża) című színdarabot.
A forradalom bukását követő morális depresszió hatása alatt keletkezett a sok vitát kiváltó, naturalista vonásokat viselő, moralista-társadalmi regénye, a Bűn története (Dzieje grzechu), s ehhez a korszakhoz köthető legszebb írása az 1863. évi tragédiáról, a Hű folyó (Wierna rzeka) című regény.
1908 végén rendőri nyomásra elhagyta a Királyságot, egy évet töltött Zakopanéban és Krakkóban. 1909 végén három évre Párizsba költözött családjával együtt. Visszatérte után Zakopanéban tevékenyen részt vett a kulturális életben, támogatta a függetlenségi mozgalmat.

## Az újjászületett Lengyelország írófejedelme
1913-ban új családot alapított. Második felesége Anna Zawadzka festőművész, akivel Firenzébe utaztak. Ebben az évben született meg leányuk, Monika.
A világháború kitörésekor Stefan Żeromski a Magas-Tátrából Krakkóba sietett, ahol jelentkezett a Lengyel Légiókba, de a frontra nem jutott ki. Krakkó evakuálása után visszatért Zakopanéba. Részt vett a krakkói Nemzeti Bizottság filiájaként működő Zakopanei Főbizottság munkájában. A központi hatalmak iránti ellenszenve miatt eltávolodott Józef Piłsudski táborától. 1918. október 30. és november 16. között a Zakopanei Köztársaság elnöke volt. Ugyanebben az évben halt meg a nałęczówi házban tizenkilenc éves fia, Adam.
1919 őszén Żeromski Varsóban telepedett le. Tevékeny részt vállalt az újjászületett Lengyelország irodalmi életében, 1920-tól a Lengyel Írók Szakszervezetének (Związek Zawodowy Literatów Polskich) kezdeményezője és első elnöke volt, részt vett a warmiai és mazóviai népszavazásban. 1920-ban a Varsó melletti Konstancinban vásárolt házat (Willa Świt),
1920 nyarát még a tengermelléki Gdynia-Orłowo üdülőhelyen töltötte. A lengyel–szovjet háború idején haditudósítóként szolgált a fronton. Itt született a wyszkówi plébánián Na probostwie w Wyszkowie című riportja, amelyben a lengyel származású bolsevik komisszárokat árulónak nevezte. Az írás a Lengyel Népköztársaság korában tilalmi listán volt, csak szamizdatként, az 1981. december 13-án bevezetett hadiállapot idején jelent meg.
1924-ben Nobel-díjra jelölték, de a Tengeri szél (Wiatr od morza) megjelenése miatti német ellenállás következtében elvesztette esélyét, bár a regényért a lengyel államtól irodalmi díjat kapott. Széles körű vitát váltott ki az életművét mintegy összefoglaló regény, a Koratavasz '(Przedwiośnie), amelyben a függetlenné vált ország társadalmi problémáit, a nemzetre leselkedő veszélyeket tárta fel kíméletlen őszinteséggel.
1924-ben érdemei elismeréseként a köztársasági elnöktől a varsói királyi palota épületében kapott lakást.
Stefan Żeromski 1925. november 20-án halt meg Varsóban, a Powązki temetőben nyugszik. 1928-ban az író emlékére múzeumot nyitottak meg Nałęczówban.

## Stílusa
Żeromski írásaiban tudatosan alkalmazta a naturalizmus elemeit. A felkelésről, háborúkról, a társadalom visszásságairól szóló képeiben nem óvta olvasóit a kíméletlen ábrázolásmódtól. A jó és a rossz örök küzdelme, az anyagi és szellemi nincstelenség miatti felelősségérzet által vezérelt hősei romantikus szenvedéllyel igyekeznek elérni a pozitivizmus társadalmi törekvéseit, vitézi önfeláldozással végezni az organikus munkát.
Prózája csupa líra: tájai emberi érzésekről szólnak, átélt szenvedéllyel ábrázolja a női lélek útvesztőit, hazafias hévvel küzdő hősei balladai mélységet idéznek, csatajeleneteit nem a hegytetőről szemléli, hanem egyenesen a ló tajtékos nyaka mellől. Drámái időnként átcsapnak epikába, regényei olykor a prózaköltemény műfajába kívánkoznak. A kis formák nagy mestere volt, az erény és a gyalázat, a szép és a rút legnagyobb kontrasztját a legtömörebb formában, elbeszéléseiben alkotta.

## Politikai nézetei
A megkésett polgári átalakulásban, idegen elnyomásban és az iparosodás terheit viselő országban központi szerephez jutott gondolkodásában a szegénység, a társadalmi különbségek témaköre. Az 1905-ös forradalom idején Żeromski a Lengyel Szocialista Párttal szimpatizált. Nézetei alakulásában meghatározó szereppel bírt Edward Abramowski, a szövetkezeti mozgalom teoretikusa, valamint a francia szindikalisták, Georges Sorel és Édouard Dufour.
Világosan látta, hogy a modern társadalom egyre nehezebben megoldható feladatok elé állítja a hagyományos erkölcsi értékek, a vallás követőit, jóllehet ezeket el nem vetette. Katolikus létére a varsói evangélikus-református temetőben nyugszik, de vitatott, hogy valóban áttért-e, vagy csak a második házassága miatti látszat indokolta ezt.
A világháború idején ugyan nem volt híve a német orientációnak, de az orosz forradalomban is inkább az értelmetlen öldöklést, a szabad rablást, az emberi értékek semmibe vételét látta, mintsem a társadalmi problémák megoldását. A Koratavasz (Przedwiośnie) végén a két főszereplő személyében szinte önmagával vitázik s bár a szovjet mintát elveti, határozott, bátor cselekvést sürget a fiatal állam társadalmának rendbetételére.

## Művei
Novellák
- Elbeszélések (Opowiadania, 1895) – Zapomnienie, Doktor Piotr, Cokolwiek się zdarzy..., Ananke, Zmierzch, Złe przeczucie, Po Sedanie, Pokusa, Siłaczka, Oko za oko, Niedziela, Z dziennika
- Szétszaggatnak hollók, varjak (Rozdzióbią nas kruki, wrony, elbeszélések, 1895) – Rozdzióbią nas kruki, wrony, Mogiła, Źródło, W sidłach niedoli, Poganin, Do swego Boga
- Erdei visszhangok (Echa leśne, 1905)
- Álom a tőrről (Sen o szpadzie, 1905)
- Csupasz kövezet (Nagi bruk, 1906)
- A Visztula (Wisła, prózai költemény, 1918)
- A wyszkówi plébánián (Na probostwie w Wyszkowie, 1920) – ford. Petneki Noémi, in Huszadik századi lengyel novellák – Modern Dekameron, szerk. Pálfalvi Lajos; Noran, Bp., 2007

Regények
- Sziszifuszi munkák (Syzyfowe prace, 1897)
- Prózai művek (Utwory powieściowe, 1898): O żołnierzu tułaczu,Tabu, Cienie, Kara, Legenda o bracie leśnym, Promień
- Hontalanok (Ludzie bezdomni, 1899)
- Hamvak, (Popioły, 1904)
- Powieść o Udałym Walgierzu (1905)
- Csupasz kövezet (Nagi bruk, 1906)
- Nocturno (Nokturn, 1907)
- A bűn története (Dzieje grzechu, 1908)
- A hű folyó (Wierna rzeka, 1912)
- Az élet szépsége (Uroda życia, 1912)
- Harc a sátánnal – trilógia (Walka z szatanem, 1916–19): Nawracanie Judasza / Zamieć / Charitas
- Tengeri szél (Wiatr od morza, 1922)
- Koratavasz (Przedwiośnie, 1924)
- Fenyőrengeteg (Puszcza Jodłowa, prózai költemény, 1925)

Drámák
- Rege a fővezérről (Duma o hetmanie, 1908)
- A rózsa (Róża, 1909)
- Sułkowski (1910)
- Turoń (1923)
- Megszökött a fürjecském (Uciekła mi przepióreczka, 1924)

### Magyarul kiadott művei
- Zeromszky Istvánː A bosszúálló. Regény; ford. Deréki Antal; Globus, Bp., 1915 (Koronás regénytár)
- Hontalanok. Regény; ford. Mészáros István, Baternay Béla, bev. Zofia Stefansowka; Szépirodalmi, Bp., 1951
- A hű folyó. Regény; ford. Mészáros István, utószó Kovács Endre; Új Magyar Kiadó, Bp., 1955
- Hollók és varjak tépnek mindket; ford. S. Papp Éva; in Ciechanówi üzenet – Kaposvár, 1986
- A wyszkówi plébánián. Novella; ford. Petneki Noémi; in Huszadik századi lengyel novellák – Modern Dekameron, szerk. Pálfalvi Lajos; Noran, Bp., 2007
- Erdei visszhangok. Novella; ford. ifj. Béri Géza; in Búvópatak, 2011. március
- Szétszaggatnak hollók, varjak. Novella; ford. ifj. Béri Géza; in Búvópatak, 2013. november
- Ahriman bosszút áll. Novella; ford. ifj. Béri Géza; in Búvópatak, 2018. január-február
- Ananké. Novella; ford. ifj. Béri Géza; in szozat.org, 2018. március
- Koratavasz. Regény; ford. ifj. Béri Géza, előszó Kovács István; Magyar Napló, Bp., 2019
- Sziszifuszi munkák. Regény; ford., utószó ifj. Béri Géza; Magyar Napló, Bp., 2022

## Műveiből készült filmek
- Dzieje grzechu (1911) – (R.: Antoni Bednarczyk – Fsz.: Maria Mirska, Teodor Roland, Stanisław Knake-Zawadzki, Wojciech Brydziński)[8]
- Rok 1863 (A Wierna rzeka alapján – 1922) – (R.: Edward Puchalski – Fsz.: Ryszard Sobiszewski, Maria Hryniewicz, Kazimierz Lasocki, Henryk Rydzewski)[9]
- Przedwiośnie (1928) – (R.: Henryk Szaro – Fsz.: Zbigniew Sawan, Stefan Jaracz, Tekla Trapszo, Maria Gorczyńska)[10]
- Wiatr od morza (1930) – az utolsó lengyel némafilm (R.: Kazimierz Czyński – Fsz.: Maria Malicka, Adam Brodzisz, Eugeniusz Bodo)[11]
- Róża (1936) – (R.: Józef Lejtes – Fsz.: Mieczysław Cybulski,[12] Witold Zacharewicz, Irena Eichlerówna)[13]
- Popioły (Hamvak) (1965) – magyar címe: A légió(R.: Andrzej Wajda – Fsz.: Daniel Olbrychski, Bogusław Kierc, Piotr Wysocki, Beata Tyszkiewicz, Pola Raksa, Władysław Hańcza, Jan Świderski)[14]
- Doktor Judym (A Ludzie bezdomni alapján – 1975) – (R.: Włodzimierz Haupe – Fsz.: Jan Englert, Anna Nehrebecka)[15]
- Dzieje grzechu (1975) – A bűn története (R.: Walerian Borowczyk – Fsz.: Grażyna Długołęcka, Jerzy Zelnik, Olgierd Łukaszewicz)[16]
- Wierna rzeka (1987) – (R.: Tadeusz Chmielewski – Fsz.: Małgorzata Pieczyńska, Olgierd Łukaszewicz, Franciszek Pieczka)[17]
- Na probostwie w Wyszkowie (1999) – A wyszkówi plébánián (R.: Lucyna Smolińska, Mieczysław Sroka – Fsz.: Jan Peszek, Andrzej Żarnecki, Arkadiusz Bazak, Mariusz Bonaszewski)[18]
- Syzyfowe prace (2000) – (R.: Paweł Komorowski – Fsz.: Łukasz Garlicki, Bartek Kasprzykowski)[19]
- Przedwiośnie (2001) – (R.: Filip Bajon – Fsz.: Mateusz Damięcki, Krystyna Janda, Janusz Gajos, Daniel Olbrychski)[20]

## Képgaléria

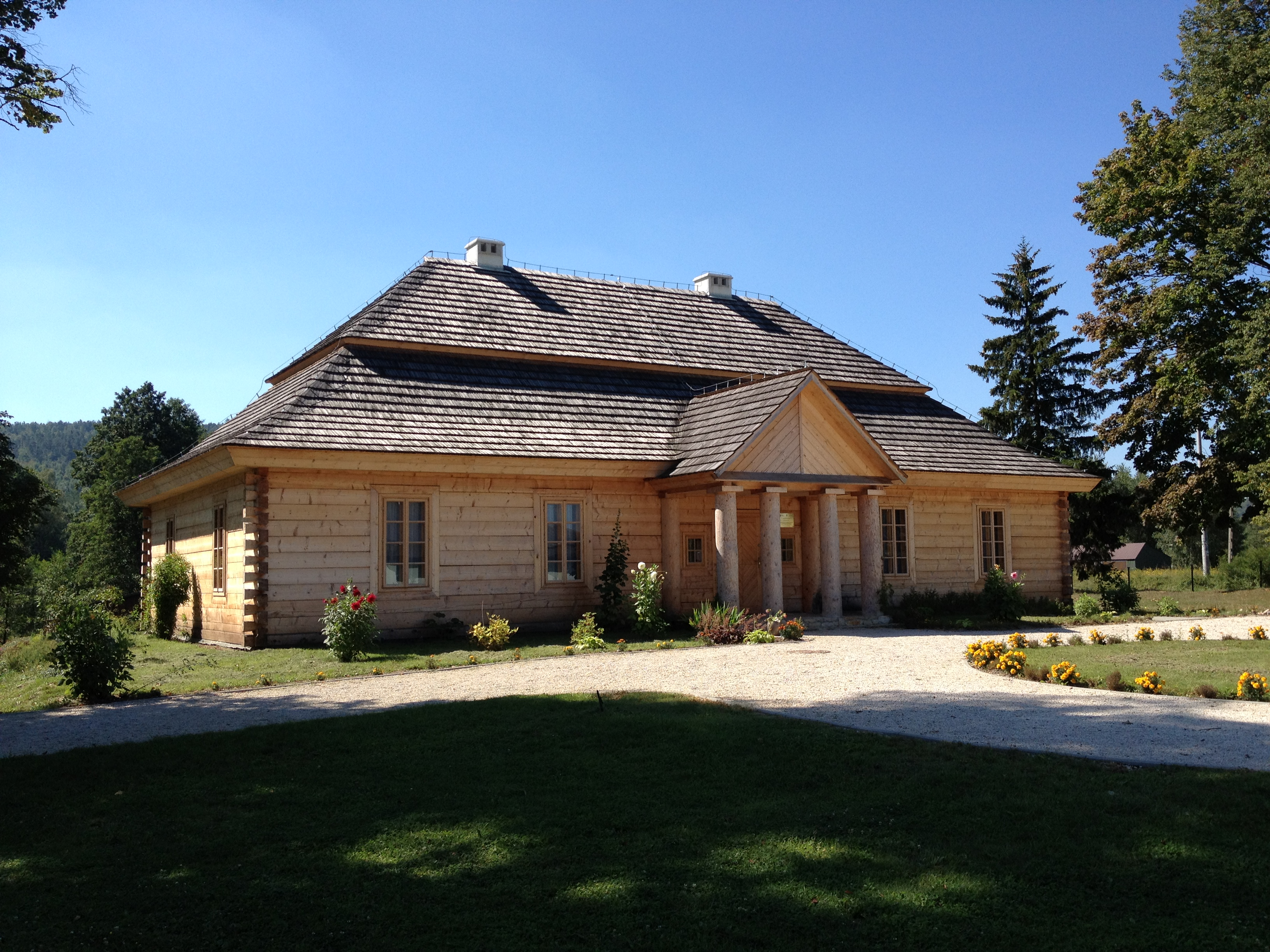
Udvarház Ciekotyban. Itt élt Żeromski szüleivel 1871-1883 között.
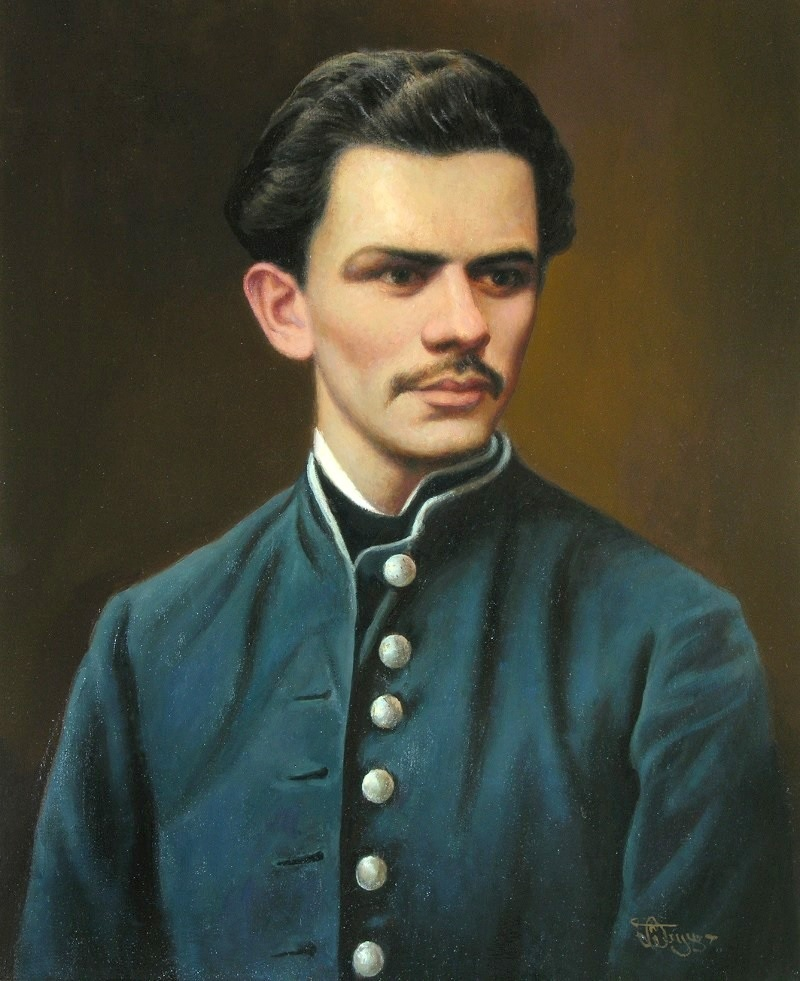
Stefan Żeromski kielcei gimnazista korában
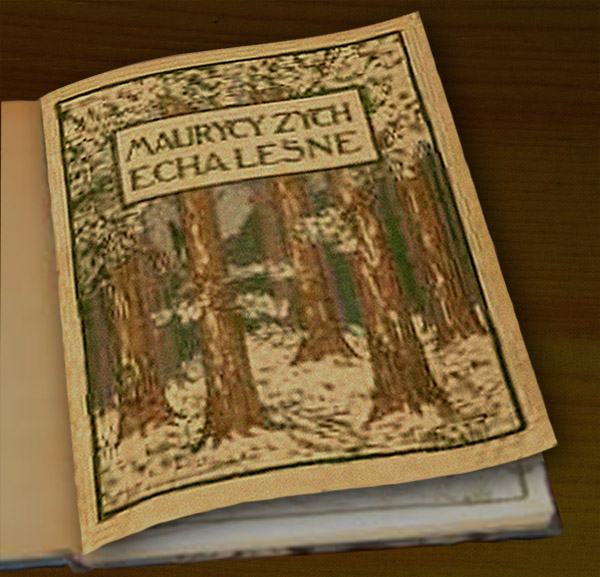
Jacek Malczewski chromotípiája az „Erdei visszhangok” 1905-ös kiadásához.
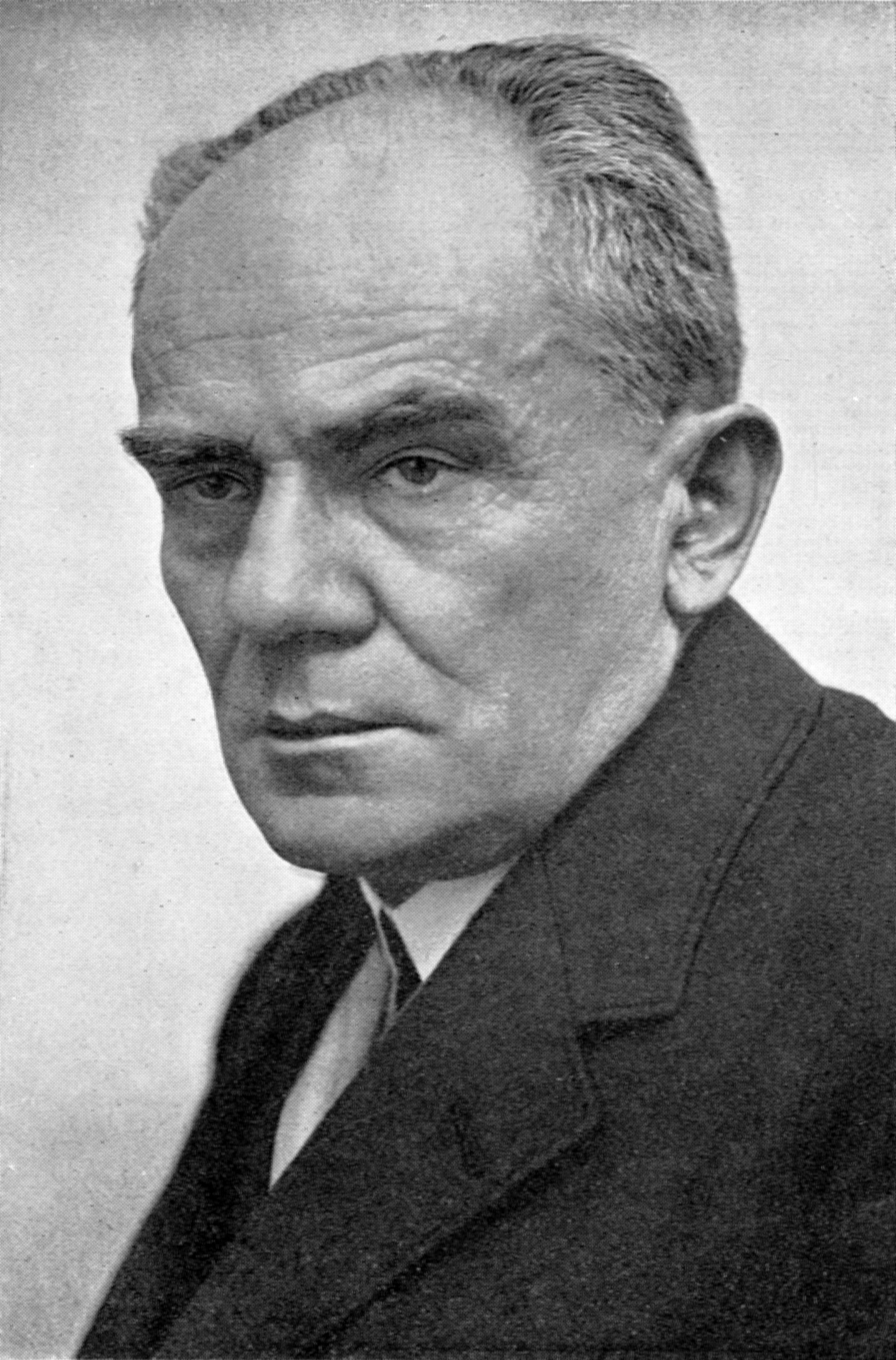
„A lengyel irodalom lelkiismerete” A Nobel-díjra jelölt író
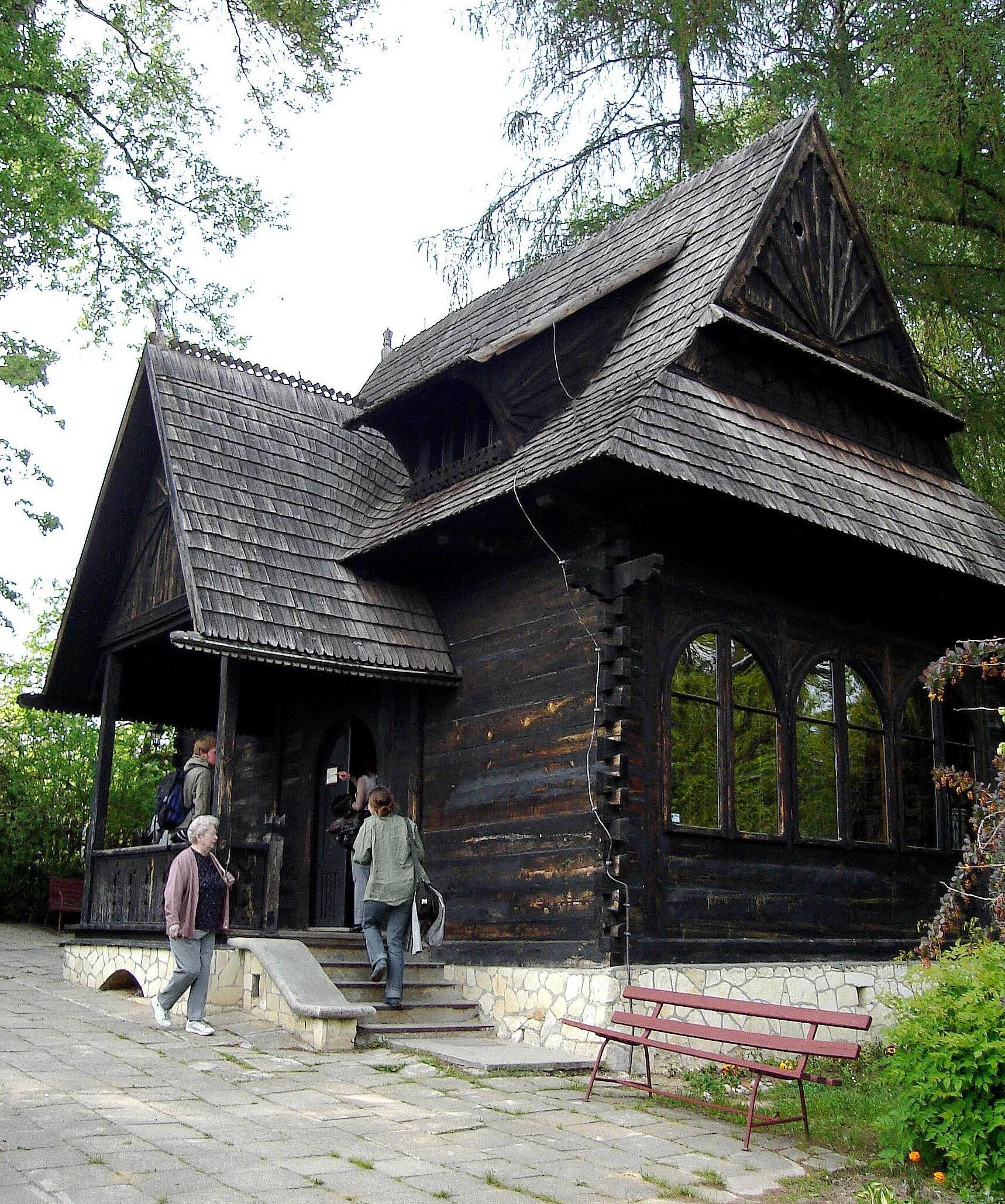
Żeromski háza Nałęczówban - épült Jan „Koszczyc” Witkiewicz tervei alapján
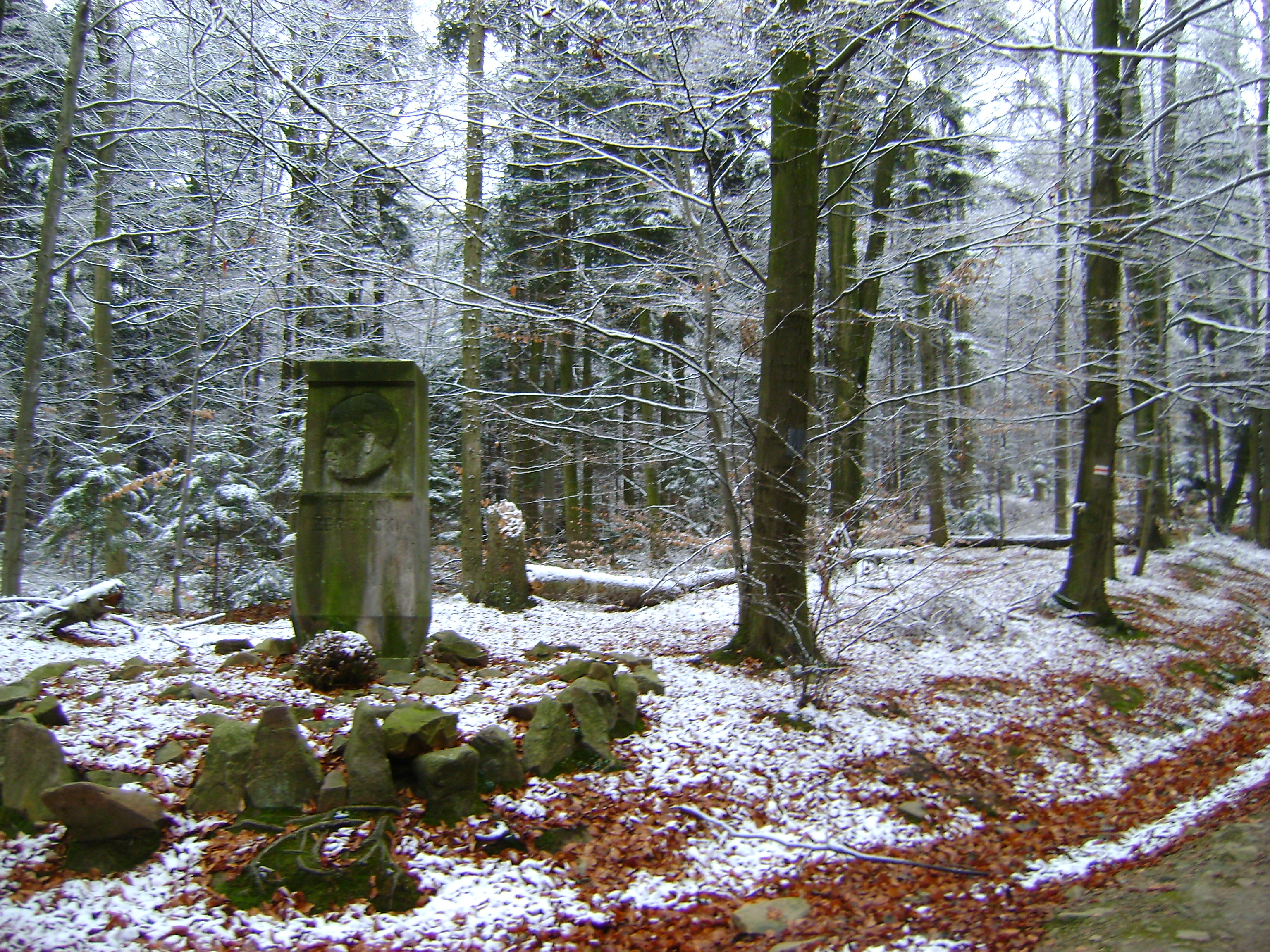
Żeromski emlékműve a Fenyőrengetegben Łysica felé vezető piros turistajelzés mentén